# Amphoe Pakham
Amphoe Pakham (thailändisch อำเภอปะคำ) ist ein Landkreis (Amphoe – Verwaltungs-Distrikt) im Südwesten der Provinz Buri Ram. Die Provinz Buri Ram liegt in der Nordostregion von Thailand, dem so genannten Isan. 

## Geographie
Benachbarte Distrikte (von Norden im Uhrzeigersinn): die Amphoe Non Suwan, Nang Rong, Lahan Sai und Non Din Daeng der Provinz Buri Ram sowie Amphoe Soeng Sang in der Provinz Nakhon Ratchasima.

## Geschichte
Pakham wurde am 1. Dezember 1978 zunächst als „Zweigkreis“ (King Amphoe) eingerichtet, indem die drei Tambon Pakham, Thai Charoen und Nong Bua vom Amphoe Lahan Sai abgetrennt wurden. 
Am 15. März 1985 wurde er zum Amphoe heraufgestuft.

## Verwaltung

### Provinzverwaltung
Der Landkreis Pakham ist in 5 Tambon („Unterbezirke“ oder „Gemeinden“) eingeteilt, die sich weiter in 77 Muban („Dörfer“) unterteilen.
| Nr. | Name         | Thai     | Muban | Einw.  |
| --- | ------------ | -------- | ----- | ------ |
| 1.  | Pakham       | ปะคำ     | 10    | 07.124 |
| 2.  | Thai Charoen | ไทยเจริญ  | 14    | 07.029 |
| 3.  | Nong Bua     | หนองบัว   | 12    | 06.245 |
| 4.  | Khok Mamuang | โคกมะม่วง | 22    | 13.809 |
| 5.  | Hu Thamnop   | หูทำนบ    | 19    | 10.982 |

### Lokalverwaltung
Es gibt eine Kommune mit „Kleinstadt“-Status (Thesaban Tambon) im Landkreis:
- Pakham (Thai: เทศบาลตำบลปะคำ)

Außerdem gibt es vier „Tambon-Verwaltungsorganisationen“ (องค์การบริหารส่วนตำบล – Tambon Administrative Organizations, TAO):
- Thai Charoen (Thai: องค์การบริหารส่วนตำบลไทยเจริญ)
- Nong Bua (Thai: องค์การบริหารส่วนตำบลหนองบัว)
- Khok Mamuang (Thai: องค์การบริหารส่วนตำบลโคกมะม่วง)
- Hu Thamnop (Thai: องค์การบริหารส่วนตำบลหูทำนบ)